# Selección de fútbol sub-17 de Inglaterra
La selección de fútbol sub-17 de Inglaterra es el equipo que representa al país en la Copa Mundial de Fútbol Sub-17 y en la Eurocopa Sub-17, y está controlado por La Asociación de Fútbol.

## Palmarés
- Copa Mundial de Fútbol Sub-17:
  -  Campeón (1): 2017.
- Eurocopa Sub-17:
  -  Campeón (2): 2010, 2014.
  -  Subcampeón (2): 2007, 2017.
  -  Tercero (2): 1984, 2002.
- Algarve Tournament: 2

2007–08, 2009–2010
- Nordic Tournament: 2

2009–2010, 2010–2011
- FA International U17 Tournament: 2

2010–2011, 2011–2012

## Estadísticas

### Mundial Sub-17
| Año   | Fase                                  | Posición                              | PJ                                    | PG                                    | PE                                    | PP                                    | GF                                    | GC                                    |
| ----- | ------------------------------------- | ------------------------------------- | ------------------------------------- | ------------------------------------- | ------------------------------------- | ------------------------------------- | ------------------------------------- | ------------------------------------- |
| 1985  | No se clasificó                       | No se clasificó                       | No se clasificó                       | No se clasificó                       | No se clasificó                       | No se clasificó                       | No se clasificó                       | No se clasificó                       |
| 1987  | No se clasificó                       | No se clasificó                       | No se clasificó                       | No se clasificó                       | No se clasificó                       | No se clasificó                       | No se clasificó                       | No se clasificó                       |
| 1989  | No se clasificó                       | No se clasificó                       | No se clasificó                       | No se clasificó                       | No se clasificó                       | No se clasificó                       | No se clasificó                       | No se clasificó                       |
| 1991  | No se clasificó                       | No se clasificó                       | No se clasificó                       | No se clasificó                       | No se clasificó                       | No se clasificó                       | No se clasificó                       | No se clasificó                       |
| 1993  | No se clasificó                       | No se clasificó                       | No se clasificó                       | No se clasificó                       | No se clasificó                       | No se clasificó                       | No se clasificó                       | No se clasificó                       |
| 1995  | No se clasificó                       | No se clasificó                       | No se clasificó                       | No se clasificó                       | No se clasificó                       | No se clasificó                       | No se clasificó                       | No se clasificó                       |
| 1997  | No se clasificó                       | No se clasificó                       | No se clasificó                       | No se clasificó                       | No se clasificó                       | No se clasificó                       | No se clasificó                       | No se clasificó                       |
| 1999  | No se clasificó                       | No se clasificó                       | No se clasificó                       | No se clasificó                       | No se clasificó                       | No se clasificó                       | No se clasificó                       | No se clasificó                       |
| 2001  | No se clasificó                       | No se clasificó                       | No se clasificó                       | No se clasificó                       | No se clasificó                       | No se clasificó                       | No se clasificó                       | No se clasificó                       |
| 2003  | No se clasificó                       | No se clasificó                       | No se clasificó                       | No se clasificó                       | No se clasificó                       | No se clasificó                       | No se clasificó                       | No se clasificó                       |
| 2005  | No se clasificó                       | No se clasificó                       | No se clasificó                       | No se clasificó                       | No se clasificó                       | No se clasificó                       | No se clasificó                       | No se clasificó                       |
| 2007  | Cuartos de final                      | 5.º                                   | 5                                     | 3                                     | 1                                     | 1                                     | 12                                    | 7                                     |
| 2009  | No se clasificó                       | No se clasificó                       | No se clasificó                       | No se clasificó                       | No se clasificó                       | No se clasificó                       | No se clasificó                       | No se clasificó                       |
| 2011  | Cuartos de final                      | 7.º                                   | 5                                     | 2                                     | 2                                     | 1                                     | 9                                     | 6                                     |
| 2013  | No se clasificó                       | No se clasificó                       | No se clasificó                       | No se clasificó                       | No se clasificó                       | No se clasificó                       | No se clasificó                       | No se clasificó                       |
| 2015  | Fase de grupos                        | 18.º                                  | 3                                     | 0                                     | 2                                     | 1                                     | 1                                     | 2                                     |
| 2017  | Campeón                               | 1.º                                   | 7                                     | 6                                     | 1                                     | 0                                     | 23                                    | 6                                     |
| 2019  | No se clasificó                       | No se clasificó                       | No se clasificó                       | No se clasificó                       | No se clasificó                       | No se clasificó                       | No se clasificó                       | No se clasificó                       |
| 2021  | Cancelado por la Pandemia de COVID-19 | Cancelado por la Pandemia de COVID-19 | Cancelado por la Pandemia de COVID-19 | Cancelado por la Pandemia de COVID-19 | Cancelado por la Pandemia de COVID-19 | Cancelado por la Pandemia de COVID-19 | Cancelado por la Pandemia de COVID-19 | Cancelado por la Pandemia de COVID-19 |
| 2023  | Octavos de final                      | 11.º                                  | 4                                     | 2                                     | 0                                     | 2                                     | 14                                    | 5                                     |
| 2025  | Por definir                           | Por definir                           | Por definir                           | Por definir                           | Por definir                           | Por definir                           | Por definir                           | Por definir                           |
| Total | 5/20                                  | 13.º                                  | 24                                    | 13                                    | 6                                     | 5                                     | 59                                    | 26                                    |

### Eurocopa Sub-17
| Año   | Ronda                                      | J                                          | G                                          | E1                                         | P                                          | GF                                         | GC                                         |
| ----- | ------------------------------------------ | ------------------------------------------ | ------------------------------------------ | ------------------------------------------ | ------------------------------------------ | ------------------------------------------ | ------------------------------------------ |
| 2002  | 3.º Lugar                                  | 6                                          | 4                                          | 1                                          | 1                                          | 10                                         | 6                                          |
| 2003  | 4.º lugar                                  | 5                                          | 1                                          | 3                                          | 1                                          | 6                                          | 6                                          |
| 2004  | 4.º lugar                                  | 5                                          | 3                                          | 1                                          | 1                                          | 11                                         | 7                                          |
| 2005  | Fase de grupos                             | 3                                          | 1                                          | 0                                          | 2                                          | 6                                          | 4                                          |
| 2006  | Ronda Élite                                | Ronda Élite                                | Ronda Élite                                | Ronda Élite                                | Ronda Élite                                | Ronda Élite                                | Ronda Élite                                |
| 2007  | Subcampeón                                 | 5                                          | 3                                          | 1                                          | 1                                          | 8                                          | 4                                          |
| 2008  | Ronda Élite                                | Ronda Élite                                | Ronda Élite                                | Ronda Élite                                | Ronda Élite                                | Ronda Élite                                | Ronda Élite                                |
| 2009  | Fase de grupos                             | 3                                          | 0                                          | 1                                          | 2                                          | 1                                          | 6                                          |
| 2010  | Campeón                                    | 5                                          | 5                                          | 0                                          | 0                                          | 10                                         | 4                                          |
| 2011  | Semifinales                                | 4                                          | 1                                          | 1                                          | 2                                          | 5                                          | 5                                          |
| 2012  | Ronda Élite                                | Ronda Élite                                | Ronda Élite                                | Ronda Élite                                | Ronda Élite                                | Ronda Élite                                | Ronda Élite                                |
| 2013  | Ronda Élite                                | Ronda Élite                                | Ronda Élite                                | Ronda Élite                                | Ronda Élite                                | Ronda Élite                                | Ronda Élite                                |
| 2014  | Campeón                                    | 5                                          | 3                                          | 1                                          | 1                                          | 10                                         | 4                                          |
| 2015  | Cuartos de final                           | 5                                          | 2                                          | 2                                          | 1                                          | 3                                          | 2                                          |
| 2016  | Cuartos de final                           | 4                                          | 2                                          | 0                                          | 2                                          | 6                                          | 4                                          |
| 2017  | Subcampeón                                 | 6                                          | 5                                          | 1                                          | 0                                          | 15                                         | 4                                          |
| 2018  | Semifinales                                | 5                                          | 3                                          | 1                                          | 1                                          | 6                                          | 3                                          |
| 2019  | Fase de grupos                             | 3                                          | 1                                          | 1                                          | 1                                          | 6                                          | 7                                          |
| 2020  | Cancelado debido a la pandemia de COVID-19 | Cancelado debido a la pandemia de COVID-19 | Cancelado debido a la pandemia de COVID-19 | Cancelado debido a la pandemia de COVID-19 | Cancelado debido a la pandemia de COVID-19 | Cancelado debido a la pandemia de COVID-19 | Cancelado debido a la pandemia de COVID-19 |
| 2021  | Cancelado debido a la pandemia de COVID-19 | Cancelado debido a la pandemia de COVID-19 | Cancelado debido a la pandemia de COVID-19 | Cancelado debido a la pandemia de COVID-19 | Cancelado debido a la pandemia de COVID-19 | Cancelado debido a la pandemia de COVID-19 | Cancelado debido a la pandemia de COVID-19 |
| 2022  | Ronda Élite                                | Ronda Élite                                | Ronda Élite                                | Ronda Élite                                | Ronda Élite                                | Ronda Élite                                | Ronda Élite                                |
| 2023  | Cuartos de final                           | 4                                          | 2                                          | 1                                          | 1                                          | 5                                          | 2                                          |
| 2024  | Cuartos de final                           | 4                                          | 2                                          | 1                                          | 1                                          | 9                                          | 6                                          |
| 2025  | Fase de grupos                             | 3                                          | 1                                          | 1                                          | 1                                          | 7                                          | 7                                          |
| Total | 17/21                                      | 73                                         | 40                                         | 13                                         | 21                                         | 123                                        | 80                                         |

1- Los empates incluyen los partidos que se decidieron por penales.

## Últimos y próximos encuentros
A continuación se detallan los últimos partidos jugados por la selección.
- Actualizado al 25 de mayo de 2025.

| Fecha      | Ciudad           | Local      | Resultado | Visitante       | Competición                 |
| ---------- | ---------------- | ---------- | --------- | --------------- | --------------------------- |
| 05-03-2025 | Pinatar          | Francia    | 2:1       | Inglaterra      | Partido amistoso            |
| 20-03-2025 | Bradford         | Inglaterra | 0:0       | Alemania        | Partido amistoso            |
| 25-03-2025 | Oporto           | Portugal   | 0:1       | Inglaterra      | Partido amistoso            |
| 14-04-2025 | Les Herbiers     | Inglaterra | 3:2       | Japón           | Torneo Montaigu 2025        |
| 16-04-2025 | La Châtaigneraie | México     | 3:0       | Inglaterra      | Torneo Montaigu 2025        |
| 18-04-2025 | La Châtaigneraie | Portugal   | 3:1       | Inglaterra      | Torneo Montaigu 2025        |
| 20-05-2025 | Rrogozhinë       | Bélgica    | 1:1       | Inglaterra      | Eurocopa Sub-17 2025        |
| 23-05-2025 | Rrogozhinë       | Italia     | 4:2       | Inglaterra      | Eurocopa Sub-17 2025        |
| 26-05-2025 | Rrogozhinë       | Inglaterra | 4:2       | República Checa | Eurocopa Sub-17 2025        |
| 04-11-2025 | Rayán            | Inglaterra | -:-       | Venezuela       | Copa Mundial Sub-17 de 2025 |
| 07-11-2025 | Rayán            | Inglaterra | -:-       | Haití           | Copa Mundial Sub-17 de 2025 |
| 10-11-2025 | Rayán            | Egipto     | -:-       | Inglaterra      | Copa Mundial Sub-17 de 2025 |

## Jugadores

### Premios individuales
| Año  | Balón de Oro   |
| 2002 | Wayne Rooney   |
| 2010 | Connor Wickham |
| ---- | -------------- |